# 国立天文台三鷹キャンパス
国立天文台三鷹キャンパス（こくりつてんもんだいみたかキャンパス）は、東京都三鷹市にある大学共同利用機関法人自然科学研究機構国立天文台の本部キャンパスである。キャンパス内には日本天文学会の本部も設置されている。
また、東京大学天文学教育研究センターは本キャンパス内にあり、人的交流や研究協力などで深い関係があるが、別組織の研究機関である。

## 施設概要

### 第一赤道儀室

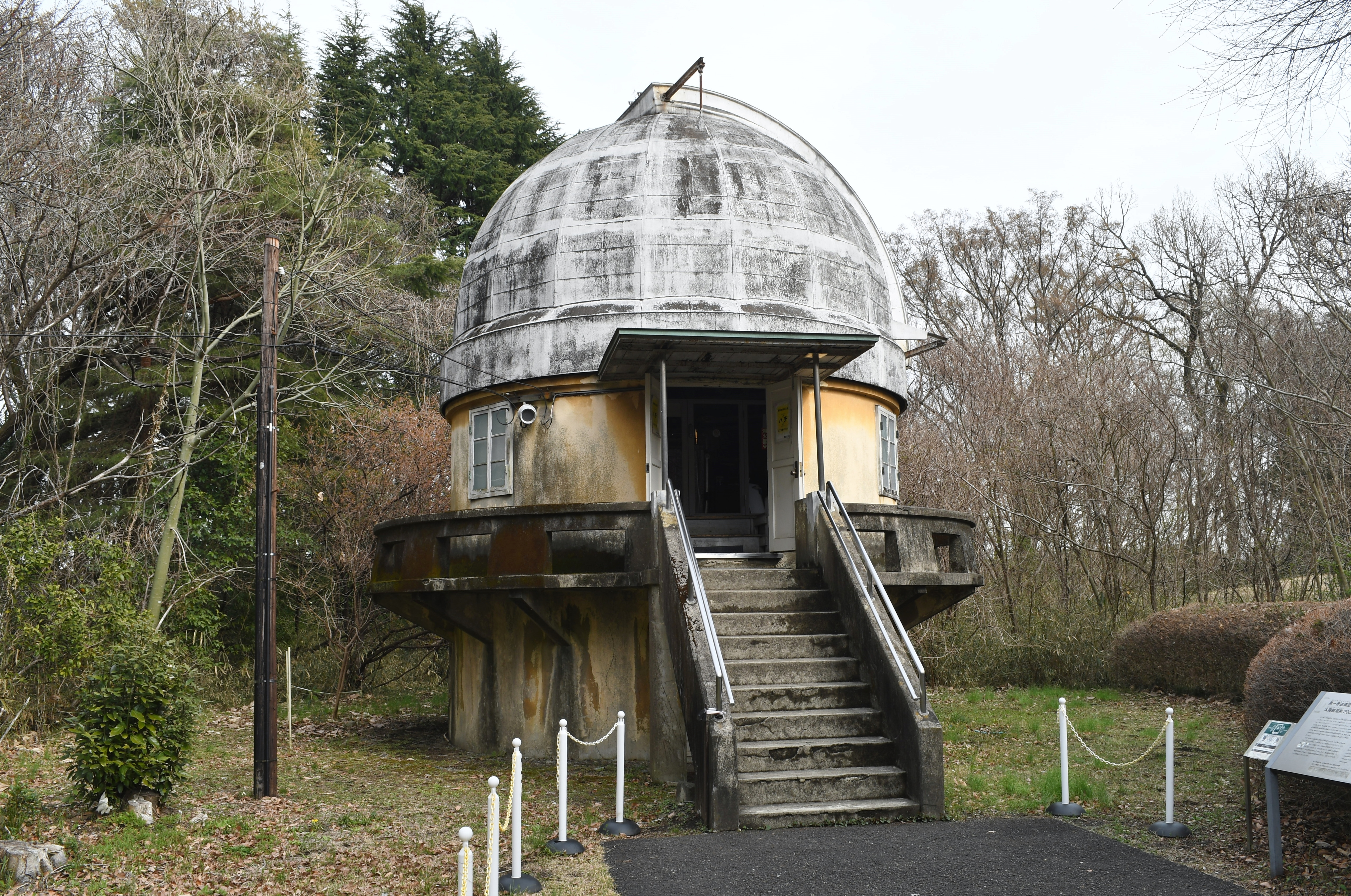
第一赤道儀室

1921年に建設され、1927年にカール・ツァイス社製の赤道儀が設置された。鉄筋コンクリート造の2階建て、建築面積は50平方メートル。設計は東京帝国大学営繕課による。
赤道儀は口径20cm、焦点距離359cm。現在の赤道儀システムとは異なり、速度調整機構付重錘式時計駆動という方式で、重力により赤道儀内の錘が下に下がることを利用している。現在となっては珍しい木製のドームである。
1938年から61年間、太陽の黒点観測に利用された。
2002年2月に登録有形文化財に登録された。

### 大赤道儀室

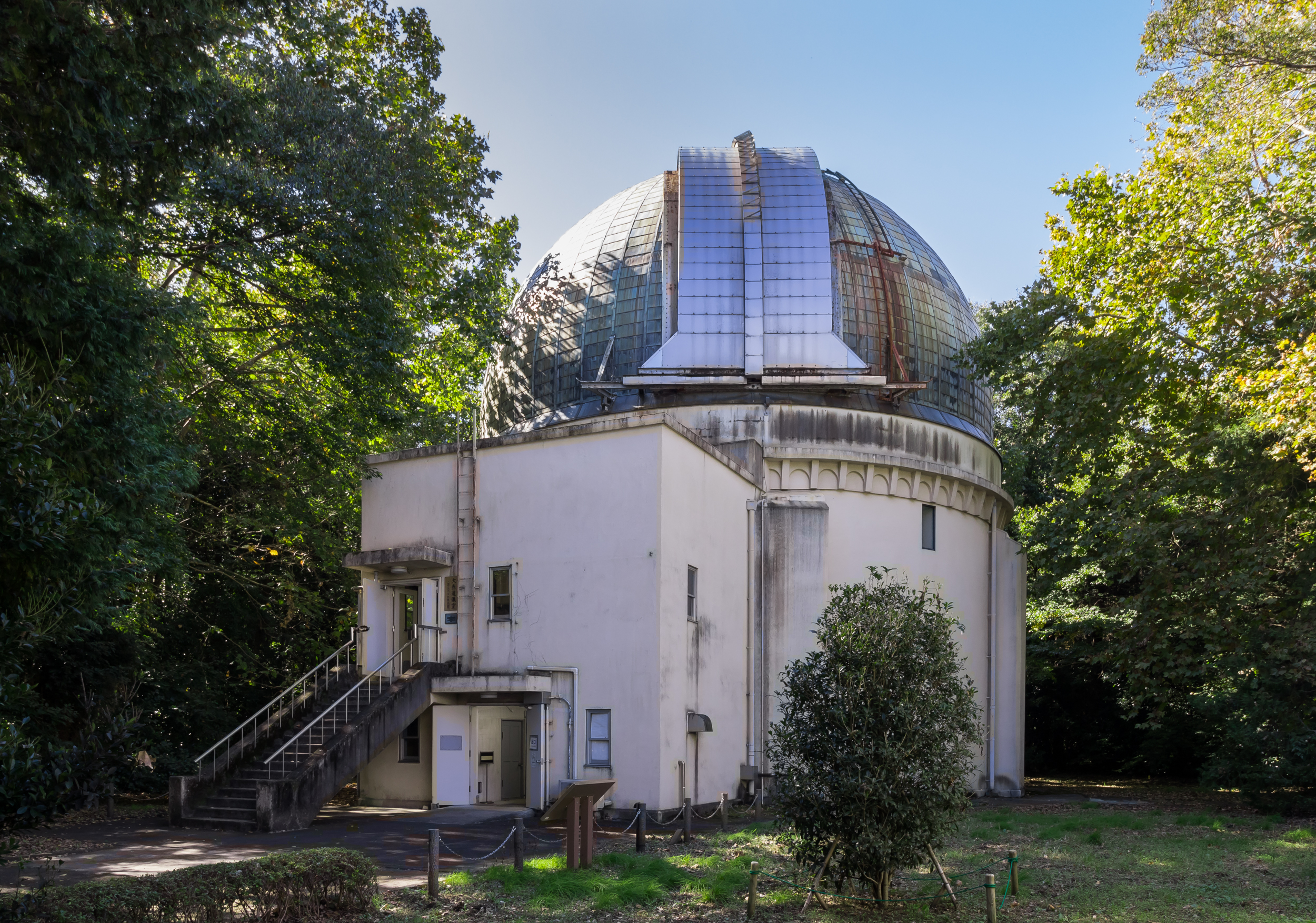
大赤道儀室

1926年に建設され、1929年に赤道儀が設置された。鉄筋コンクリート造の2階建て、建築面積は238平方メートル。カール・ツァイス社製の、口径65cmの屈折望遠鏡が設置されている。屈折式望遠鏡としては日本最大口径。
第二次世界大戦中にはレンズを疎開させ、また、ドームは銀色から迷彩色へと塗り替えられた。
焦点距離が1021cmと長く、観測天体の高度により接眼部の高さが大きく変化するため、床全体がエレベータ式で昇降可能（昇降幅360cm）だったが、2000年に固定された。
観測としては主に恒星の位置観測が行われたが、老朽化のため土星の衛星の軌道解析用の観測を最後に運用停止。造船所の技術提供を受けて作られた珍しい木製のドームである。
老朽化に伴い観測には用いられなくなったが、2001年に「天文台歴史館」としてパネル展示を行う施設となった。2002年2月に登録有形文化財に登録された。

### 50センチ公開望遠鏡
50cmカセグレン式反射望遠鏡。三鷹光器により1995年に作られた。
1996年4月運用開始。以来月に2度、一般向けの定例観望会を行っている。フィルタや冷却CCDカメラも装備されており、太陽系内天体などの研究用にも使用。バリアフリー設計のため、誰でも観望できる。
仕様
形式：反射式天体望遠鏡（三鷹光器製）
光学系:純粋カセグレン式
架台：フォーク式赤道義（自動制御型）
口径：510mm
有効口径：500mm
焦点距離:6030mm
口径比：F12
角度分解能：0.3秒（理論限界値：通称・ドーズ限界）
集光力：肉眼の5000倍（瞳径からの概算値）
眼視での限界等級：16等（理想的な空の場合。直接接眼部にアイピースを取り付け観測を実施した場合）
冷却CCDカメラでの限界等級：21等（三鷹での理想的な空の場合。光電流増幅率256倍）

### 太陽塔望遠鏡（太陽分光写真儀室）

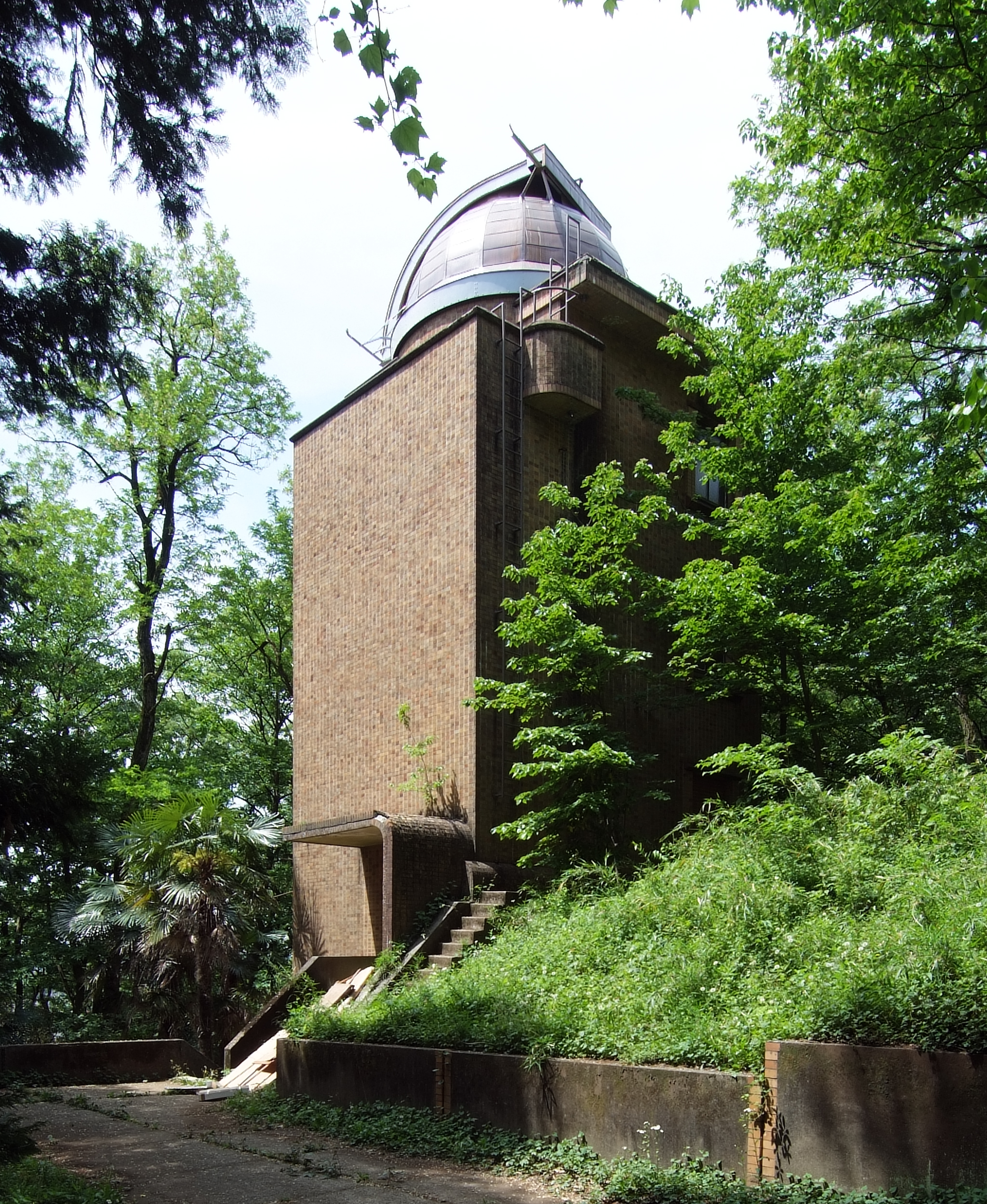
アインシュタイン塔

1930年に建設された。鉄筋コンクリート造の、地上5階、地下1階建て、建築面積は331平方メートル。ドイツのベルリンにあるポツダム天文物理観測所の「アインシュタイン塔」と同じ目的で建造されたため、「アインシュタイン塔」とも呼称される。
ドイツ連邦共和国のポツダムに存在した太陽望遠鏡の姉妹機。もともとの目的は、一般相対性理論から予見される重力効果を観測することだったが、観測は出来なかった。シロースタット構造の望遠鏡は2棟からなる。太陽黒点観測や太陽スペクトル観測などに成果を挙げた。
1968年に研究観測を終了し、2010年に外観のみ一般公開された。1998年7月に登録有形文化財に登録された。

### 子午儀資料館

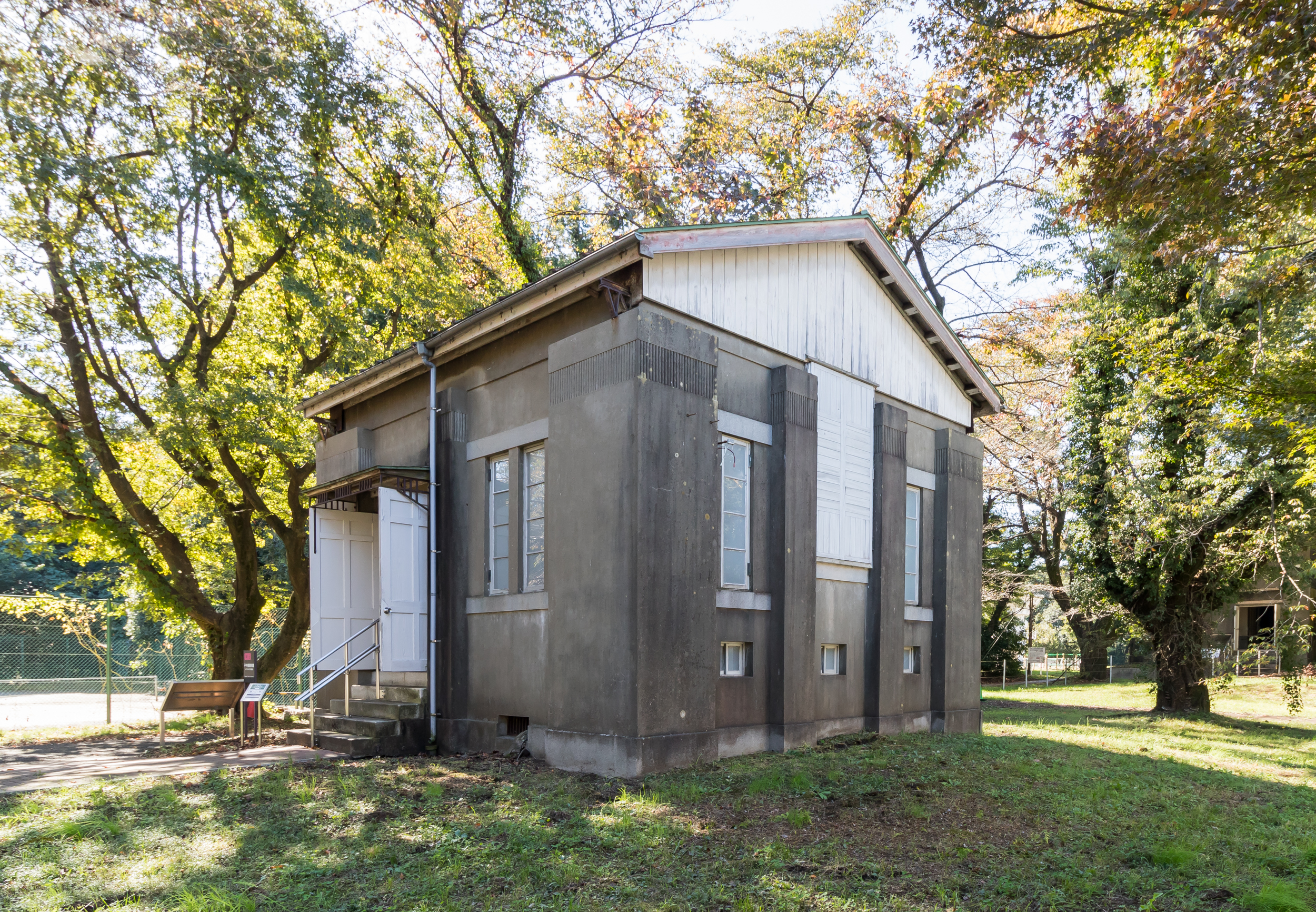
子午儀資料館

1925年に建設され、レプソルド子午儀によって観測が行われていた。鉄筋コンクリート造の平屋建て、建築面積は36平方メートル。
有効口径135ミリの子午儀は1880年（明治13年）、A REPSOLD & SOHNE社（ドイツ）により製作され、当時麻布にあった海軍の天文台で使用されていた。東京大学東京天文台の発足に伴い同天文台に移管。天文台が三鷹に移って1937年（昭和12年）以降は恒星の位置観測を行い、その成果として国内初の本格的な星表である「三鷹黄道帯星表」（1949年）、「三鷹赤道帯星表」（1962年）を出版し、赤道帯の恒星観測の完了によってその役目を終えている
子午儀は2011年に国の重要文化財に指定、建物は2014年4月に国の登録有形文化財に登録された。

### ゴーチェ子午環室

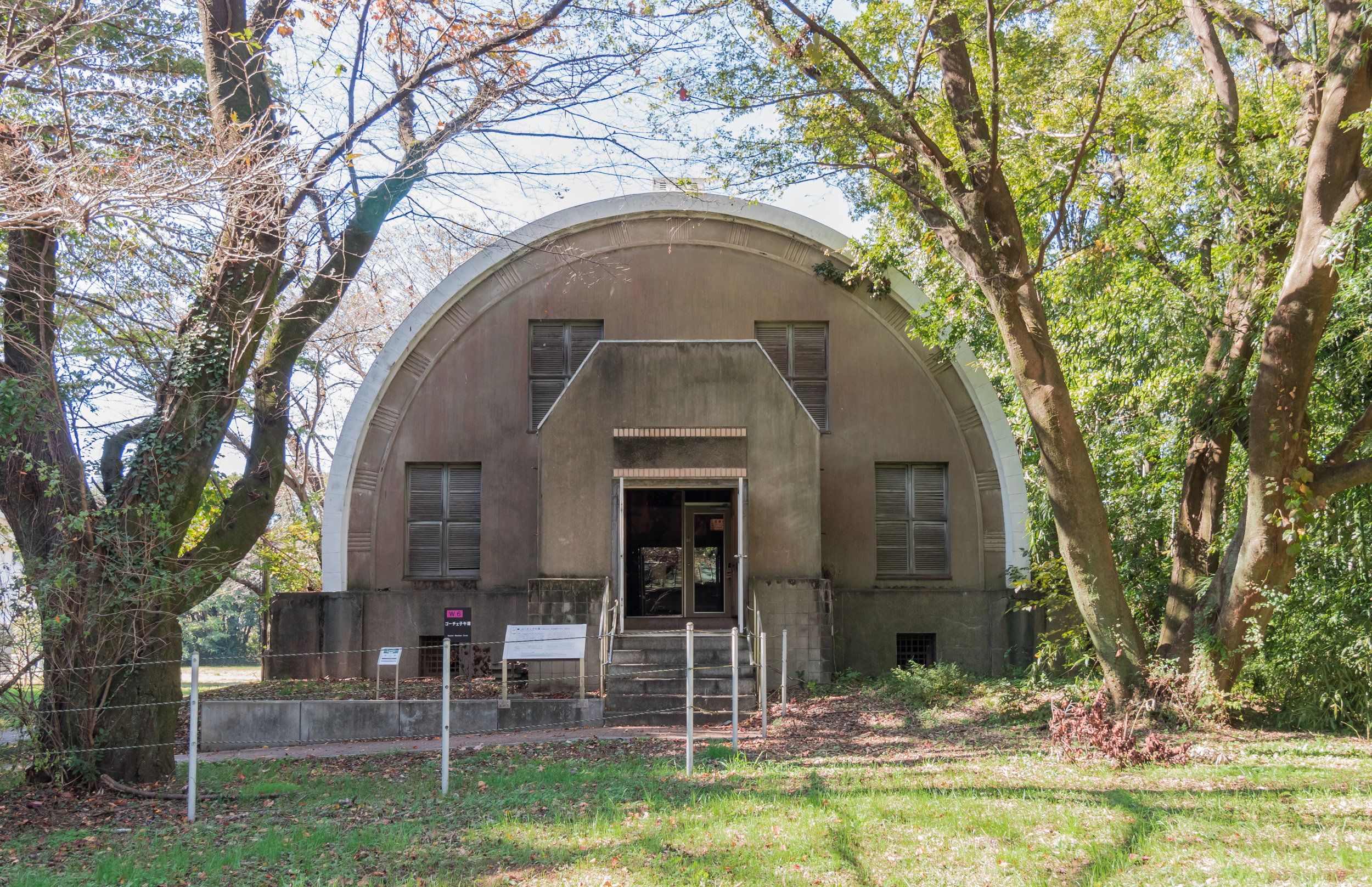
ゴーチェ子午環室

子午儀は1903年にフランスのP. ゴーチェ社により製作され、東京天文台が当時の約2万円（現在の約4億円）で購入、麻布で試験的に利用されていた。その後、天文台の移転に伴い1924年に子午環室が建設され、1926年三鷹に設置される。鉄筋コンクリート造の平屋建、建築面積は129平方メートル。観測時には屋根の中央が開く。
移転のために梱包保管されていたため、1923年の関東大震災の被害を免れた。震災で大破した口径14.3cmレプソルド子午環を引き継ぐ形で、自動光電子午環の設置される1982年まで運用された。
1992年にCCDマイクロメータを装備して再び活用され、2000年までクェーサー等微光天体の精密位置観測を行った。
有効口径は20cm、焦点距離は310cm。測定部には眼視観測マイクロメータとCCDマイクロメータの両方を備えている。
2014年4月に登録有形文化財に登録された。

### 天文機器資料館（自動光電子午環）

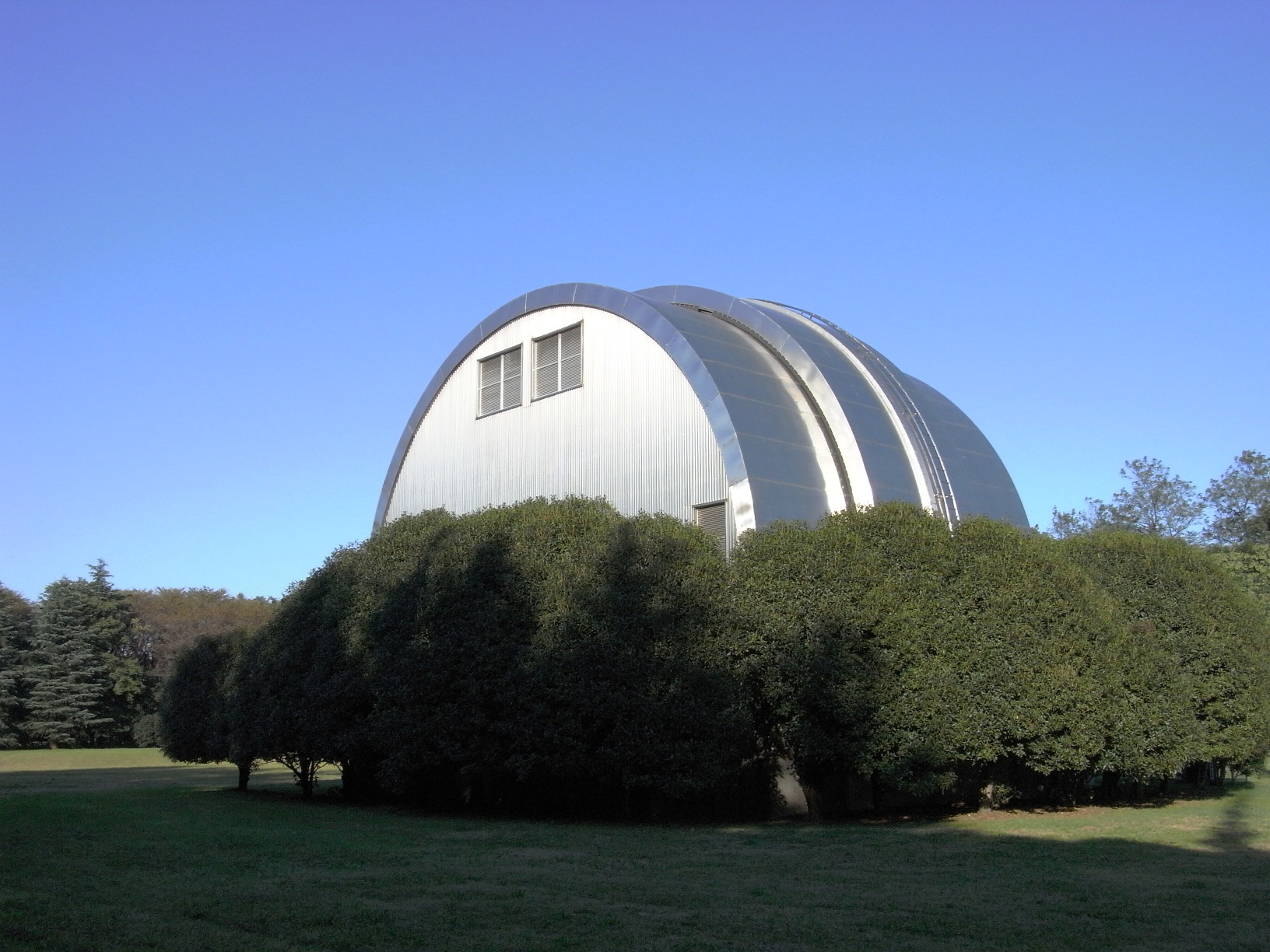
自動光電子午環

1982年に建設され、1984年から2000年まで観測に使用された。通称PMC（Photoelectric Meridian Circleの略）。
1998年まで定常観測を行っていた。カール・ツァイス社製。
受光部に光電子増倍管を使用しており、天体の位置を高精度で観測可能。子午環本体の姿勢は1/100秒角という高精度で保たれている。有効口径は190mm、焦点距離は2576mm。観測波長は550nm、限界等級は12等。恒星位置を0.1秒の精度で決定できる。精密な観測を目的としているため、子午環儀の南北に温度及び風向観測塔を設置し、補正なども行える。
2007年に自動光電子午環が一般公開され、2008年には建物自体を天文機器資料館として公開した。

### CfCA計算機室
天文シミュレーションプロジェクト (CfCA) で使用される重力多体問題専用計算機「GRAPE」と、中小規模のシミュレーションを行う計算サーバが設置されている。

### 重力波実験棟
1999年から観測運転を開始した。一辺300メートルのレーザー干渉計が設置されており、世界有数の大型レーザー干渉計施設。岐阜県神岡町で建設中の大型低温重力波望遠鏡「KAGRA」のための技術試験等に用いられている。

### 太陽フレア望遠鏡
赤外線偏光観測により、太陽活動と磁場の関係を研究する目的で使用されている。また、太陽からの可視光線、彩層からのHα線、光球と彩層の磁場のという3種類のデータを同時に取得することができる。

### その他展示施設等
展示室
国立天文台が行うプロジェクトの紹介や、すばる望遠鏡等の模型の展示。

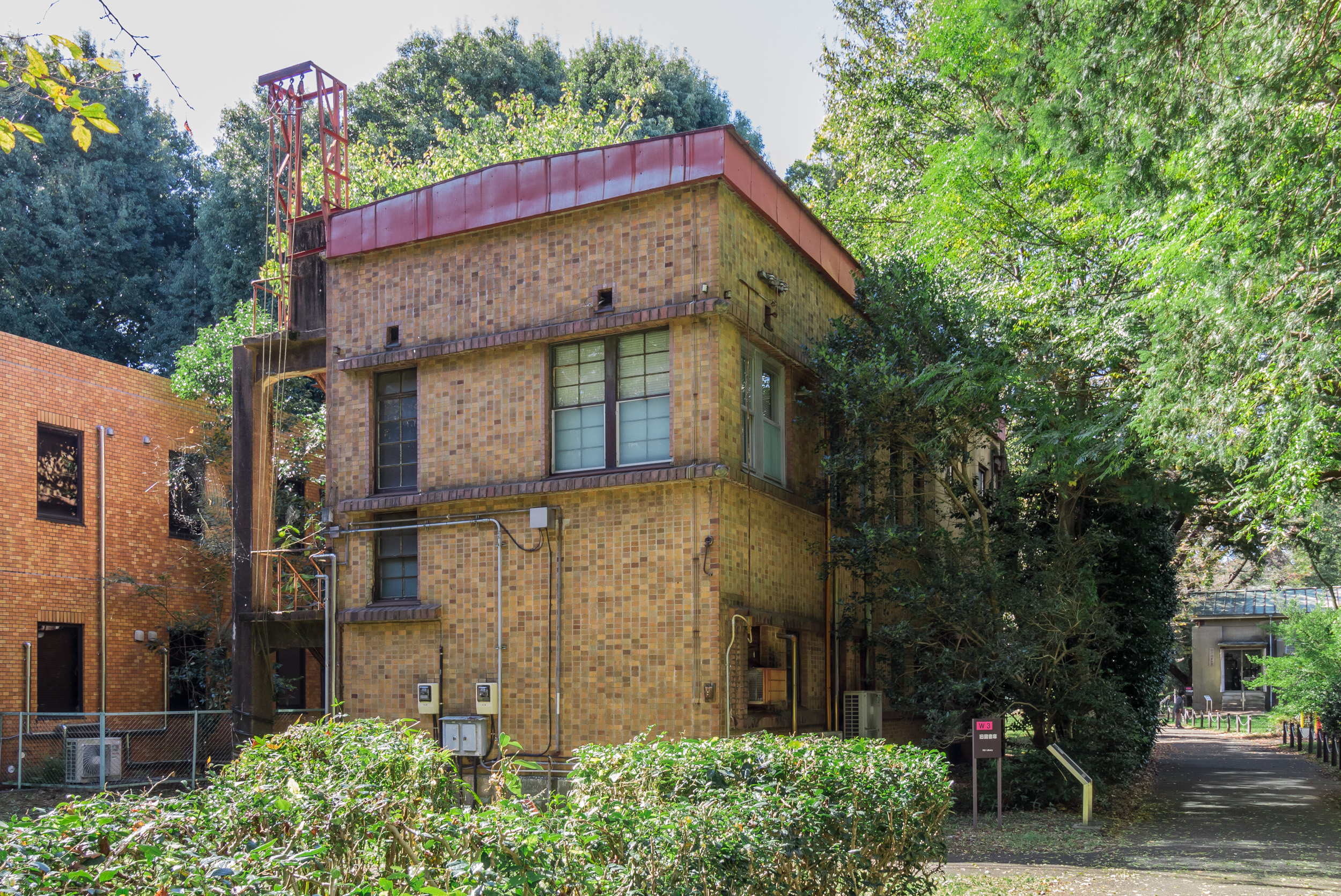
旧図書庫
1930年に建設され、2000年まで図書館、及び書庫として利用された。鉄筋コンクリート造の2階建、建築面積は100平方メートル。2000年に新しい図書庫が作られてからは倉庫として利用されており、外観のみ見学ができる。2014年4月に登録有形文化財に登録された。
図書室
天文学・宇宙関係の図書・雑誌資料、視聴覚資料等を所蔵している。一般にも開放されており、資料の閲覧等が可能。
4D2Uドームシアター
4次元デジタル宇宙プロジェクト (4D2U) により天体現象を3次元空間と時間で可視化する、ドーム型シアター。2007年に完成、上映用コンピュータの老朽化に伴い一時公開上映を停止していたが、2015年に新システムでの上映を開始した。2か月に1度の定例公開と、週に2回の団体向け公開を行っている。ドーム直径は10メートル、座席数は40席。
立体投影の方式は、2014年までは分光立体方式を、2015年以降はアクティブ・シャッタ方式（時分割方式）を採用している。旧システムでは後方の立体視ができなかったが、新システムでは全方位の立体視が可能となった。上映には4次元デジタル宇宙ビューワー「Mitaka」を使用しており、個人向けにWindows版のアプリケーションがフリーソフトとして配布されている。ここでいう「4次元」とは、3次元の空間と1次元の時間を組み合わせたものである。

### ギャラリー

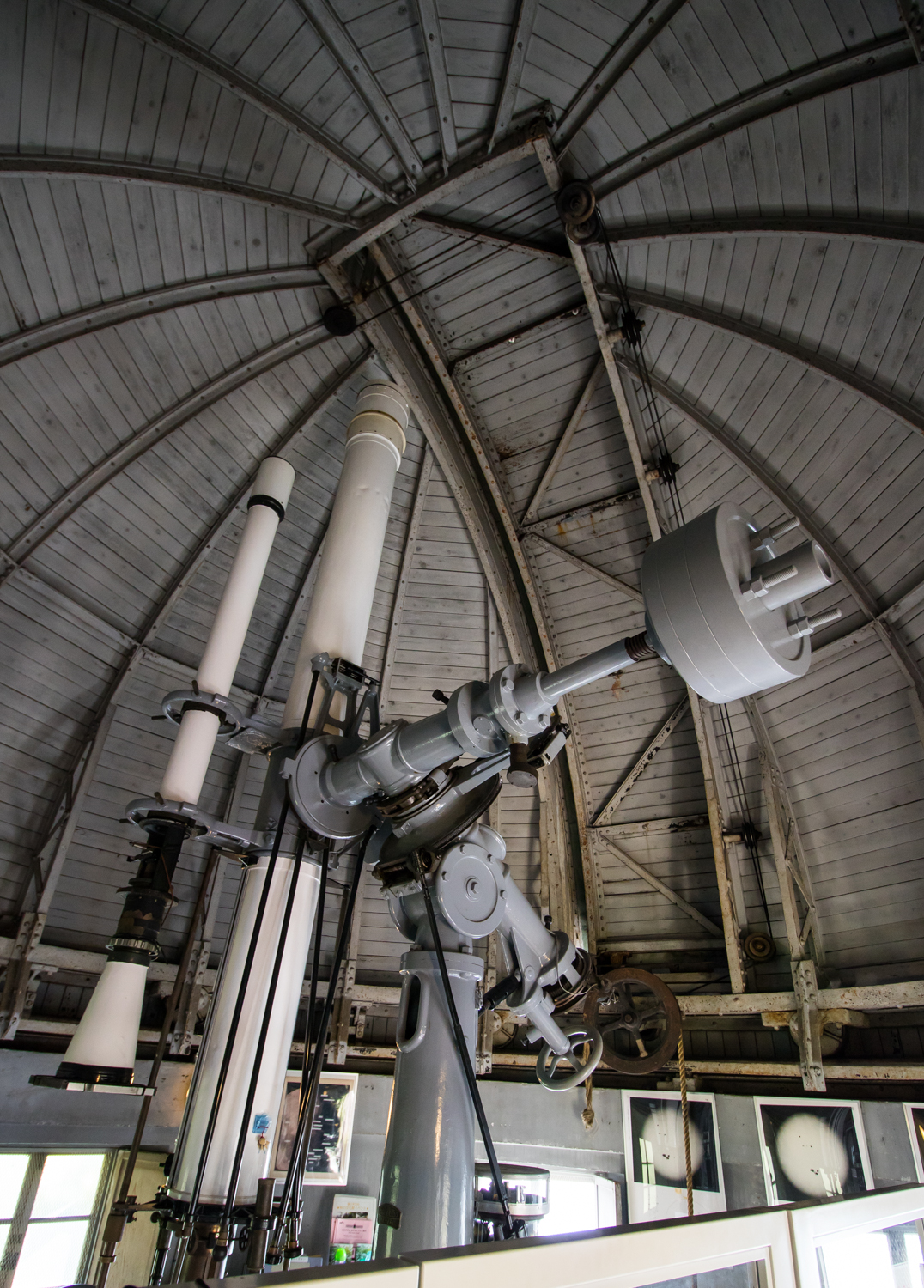
第一赤道儀室内の20cm望遠鏡(1927年)
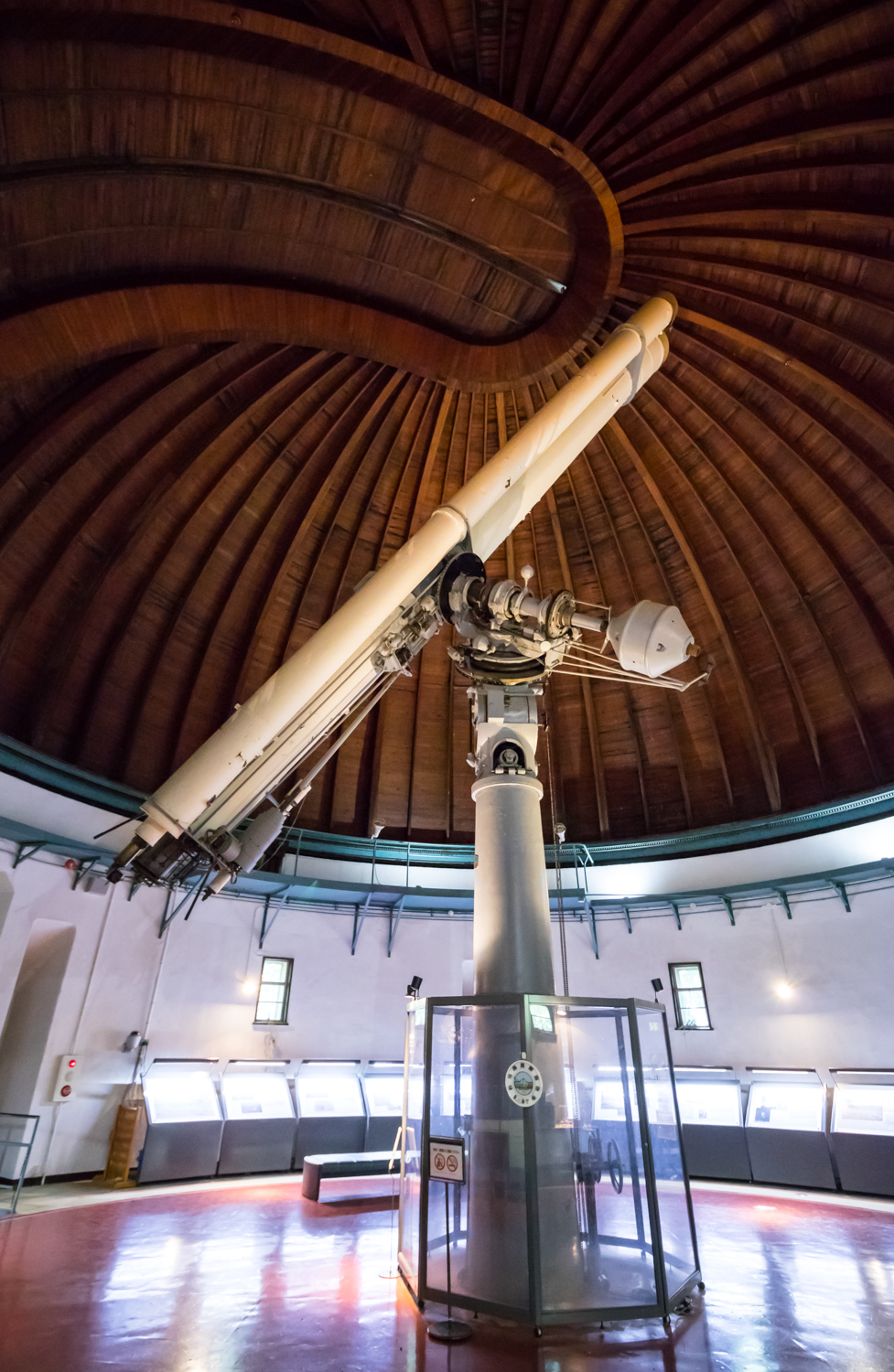
大赤道儀室内の65cm望遠鏡(1929年)

## 業務

### 太陽観測所
- 三鷹キャンパス内には、太陽磁場を可視化するための観測装置を有しており、京都大学大学院理学系研究科附属飛騨天文台と共同で、太陽磁場変動を捉える観測を行っている。
- 附属観測施設として、1949年に開所した乗鞍岳山頂に乗鞍コロナ観測所を有しており、東京大学宇宙線研究所と共同で、太陽コロナの継続観測を行っている（老朽化のため2009年度末をもって共同利用観測を停止する）。設置されている３つのコロナグラフのうち、10cmコロナグラフは、1950年に設置された国産第一号（製造：日本光学工業（現：ニコン）製）であり、日本では他の観測所では運用していない装置。理由としては、コロナグラフを運用するためには、大気の澄み切った場所ではないと、運用が難しいため。世界的にも運用数は少ない。
- 上記の目的で、観測施設を活用する際には、公募を行い共同利用観測に付している。

### 大学院教育
本キャンパスは総合研究大学院大学の研究教育施設であり、また敷地内には東京大学大学院理学系研究科附属天文学教育研究センターが同居している。他にも様々な大学院からの学生を特別共同利用研究員（受託大学院生）として受け入れている。

### その他
- 国立天文台の本部としての活動を行っているため、広報活動、先端技術開発や国際共同利用の本部としての業務を行っている。
- 天体発見の連絡窓口を設けており、新天体発見の際には、留守番電話またはファックスで受け付けている（天文情報センター)。
- 発見確定後の情報は、直接本人に手紙で連絡するほか、天文月報などにも記載する。
- 天文台や天文学の相談窓口を設けており、天体や業務活動についての質問などに答えている（天文情報センター）。
- 暦計算室では、水沢VLBI観測所などから得られたデータを元にして、情報通信研究機構と伴に国際度量衡局へ報告を行い、力学補正時刻であるうるう秒の決定などを行っている。
- 三鷹キャンパス以外の公募観測は、各観測所毎に行っている。

### 一般公開
三鷹キャンパスは、一部の施設について事前予約なしに見学が可能である。また、定期または不定期にキャンパス内の望遠鏡やデジタルシアターを用いた催しも行っている。国立天文台三鷹キャンパスには空き駐車スペースがないため、バスなどの公共交通機関を利用するよう要請している。但し、身体等に不自由などがあり、止むを得ない場合には自動車での来台も可能であり、入り口守衛所にて別途対応が行われている。

### 天体観望会
東京大学附属東京天文台の時代は、一般公開時に第一赤道儀室の天体望遠鏡を用いて天体観望会を行ってきた。特別公開や特別観望会などでは、大赤道儀室の天体望遠鏡を用いて夜間観望会などを実施したこともある。国立天文台発足を記念して設置した、50cm社会教育用公開望遠鏡により、1996年4月から一般を対象とした天体観望会が実施されている。第2土曜日の前日の金曜日および第4土曜日の夜に開催され、主な観望対象は太陽系内の惑星やメシエ天体である。観望天体の解説の後、観望を行う。晴天時以外では解説のみ行われる。

### その他
- 地元三鷹市教育委員会及び三鷹ネットワーク大学との連携で、天文学講座や親子天文教室などを開催。
- 夏休みジュニア天文教室 - 小学生から高校生を対象とした天文教室。質問コーナーや体験教室、簡単な講義などを行う。夏休み期間中に実施。
- 君が天文学者になる4日間 - 高等学校生が対象。4日間の宿泊コースの天体観測教室。夏休み期間中に実施。

## 構内の遺跡
国立天文台三鷹キャンパスでは、ほぼ全域から旧石器時代、縄文時代から古墳時代、奈良時代、そして近世に至るまでの複合遺跡が発見されており、天文台構内遺跡と呼ばれている。また構内には全国で四例しか発見されていない上円下方墳である、天文台構内古墳もある。

## その他施設

### 国立天文台
- 守衛所（パンフレットなどを配布）
- 事務棟
- 北研究棟
- 南研究棟
- 総合情報棟
  - 天文台図書室 - 天体物理学専門雑誌、書籍類を備えた図書室（一般閲覧可）
  - 天文データセンター - 大型計算機室（NAOGRAPEやスーパーコンピュータなど）
  - 天文情報センター
  - PAOネット運用事務局
- 解析研究棟
  - セミナー室（大・小）
  - 光赤外研究部門の研究室
- 先端技術棟
  - 測定室
  - 機械加工室
  - 組立室
- 福利厚生棟（東京大学生協国立天文台支部で運営）
  - 売店・食堂
  - 会議室
- 実験棟
  - 研究目的のために開発実験などを行う実験棟が設置されている。そのため、開発研究と呼ぶ。

### 東京大学
- 天文学教育研究センター本部施設
  - 事務掛
  - 研究室
  - 開発室
- 15インチ赤道儀室

## 所在地
- 東京都三鷹市大沢 2-21-1
- 交通
  - JR東日本中央線・西武鉄道多摩川線武蔵境駅から小田急バス境91で約15分天文台裏下車、京王電鉄京王線・相模原線調布駅から京王バス中央武91・小田急バス境91・鷹51で約15分天文台前下車。